# Plesca, Sălaj
Plesca este un sat în comuna Cizer din județul Sălaj, Transilvania, România.

## Așezare
Satul Plesca este așezat la o altitudine de 300 m, longitudine 28.70 Est, iar latitudinea de 45.80 Nord. 
Etimologia cuvântului Plesca provine din limba slavă și înseamnă nuia ținută între degete (Paliczka). De-a lungul anilor denumirea localității va fi ortografiată în diverse moduri; 1481 - Paliycska, Palizka, 1485 - Alspalizka, Felsewpalizka, 1487 - Alsopaliyzka, Felsopalyzka, 1847 - Policza, Plesca, Pleszka, 1850 - Plexzka, 1854 - Paliszka, Pletca.

## Istorie

Plesca în harta iosefină, 1769-1773. Vatra satului este adunată la întâlnirea Văii Cizerului cu afluenții săi drepți, Valea Boului și Valea Priei. Pe vale, la intrarea în sat, sunt marcate două mori. Pe malul drept, pe deal, se distinge biserica veche de lemn.

Prima mențiune documentară a localității Plesca este din anul 1471, când mai mulți proprietari solicita regelui Matei Corvin danii în Plesca (Paliczka). Se pare că a avut câștig de cauză familia Horvath Peres Ioan, deoarece la 5 mai 1476, regele dispune conventului de la Cluj-Mănăștur să stabilească noile hotare ale proprietății lui Horvath Peres Ioan în Plesca. Localitatea Plesca va rămâne în proprietatea familiei Horvath Peres Ioan până la sfârșitul secolului XVI. În 1553 ei plăteau impozit după 3 porți, aici fiind conscriși 1 birău, 11 săraci, 1 servitor și 4 case noi. Din anul 1554 până la începutul secolului XIX localitatea nu mai este menționată în documente, nici în conscrierile din perioada Pragmaticei Sancțiuni. Probabil așezarea a fost distrusă cu ocazia deselor invazii turco-tătare. Apare din nou menționată la anul 1808, fiind conscriși, ca având proprietăți, 13 familii nobiliare, din care cele mai multe familia Teleki. 
La anul 1847, populația localității Plesca număra 192 de locuitori, toți greco-catolici, care aveau o biserică de lemn. Conform recensământului agricol din 1895 existau 66 de gospodării, localitatea având un hotar de 454 jugăre din care arabil - 244, pășune - 91, fânețe - 81, grădini - 5, neproductiv - 99. La sfârșitul secolului XIX averea activă a comunei era de 4.444 de coroane și 24 de forinți, iar impozitul direct către stat era de 728 de coroane și 45 de forinți. 
Recensămintele populației efectuate în a doua jumătate a secolului XIX consemnau pentru localitatea Plesca, următoarele date: anul 1850 - 163 de locuitori și 31 de case, anul 1857 - 164 de locuitori și 34 de case, anul 1880 - 163 de locuitori (157 greco-catolici și 6 evrei) și 37 de case, anul 1900 - 193 de locuitori și 36 de case.
Sub îndrumarea parohului local, în noiembrie 1918 se constituie Consiliul și Garda Națională Română. Câțiva locuitori vor reprezenta interesele semenilor la Marea Adunare Națională de la Alba Iulia, din 1 decembrie 1918.  
Din comuna Cizer au participat, conform Raportului Notariatului Cercual Cizer din 14 ianuarie 1922: „o delegație din Cizer, alcătuită din 3 persoane, condusă de preotul Coriolan Ossian; o delegație din Pria, care cuprindea 4 persoane, sub conducerea învățătorului Matei Vasile; o delegație din Boian, formată din 2 persoane și o delegație din Plesca formată din 2 locuitori” (Paul Abrudan, Documente privind Sălajul în anul 1918, A.M.P., Zalău 1981, p. 495). Dintre participanți sunt numiți: Paul Gaga, Lupuț Crăciun, Nicorici Teodor, Caraba Nicolae, Pop Gheorghe, Țârlea Crăciun al Porcului și Gaidoș Nicolae (Comandantul Gărzii Naționale Pria, care a dus steagul tricolor ascuns sub haină).Persoanele din satul Plesca care au reprezentat interesele semenilor la Marea Adunare Națională de la Alba Iulia  din 1 Decembrie 1918 au fost Caraba Nicolae și Nicorici Dumitru. Alte surse menționează prezența a trei persoane din satul Plesca. După înfăptuirea Marii Uniri, plescanii se vor integra organic în structurile noului stat unitar român. 
În Anuarul “Socec” al României-Mari din anul 1925, Plesca era prezentată ca fiind o comună rurală în Plasa Crasna cu 251 de locuitori, primar era Nicorici Mitru, preotul paroh Falas Augustin era și învățător, cârciumar Blander Izsak, notar Csatth Valimir iar comercianți de cereale erau Caraba Simion, Chiba Teodor, Lucaci Fedor (Teodor) și Nicorici Mitru (Dumitru). 
În primăvara anului 1925 a început construirea bisericii din Plesca  iar în ziua de 15 noiembrie s-au sfințit și așezat crucile  pe noua biserică, eveniment la care au participat peste 2000 de persoane.
(Gazeta de Dumineca, an VI, 1925, nr. 50, pag. 3).
În anul 1928 se termină toate lucrările la Biserică. Prefectul județului Dr. Emil Lobonțiu, însoțit de protopopul din Zalău Traian Trufașiu l-au întâmpinat pe Prea Sfinția Sa Părintele Episcop Iuliu (Hossu) la granițele județului, la Briglez, în 25 august și l-au adus până la Plesca.
În data de 26 august 1928 s-a făcut serviciul sfințirii după care a urmat Sfânta Liturghie într-o prezență impresionantă, alături de Sfinția Sa aflându-se fețe bisericești importante ale vremii.(Universul Crestin, Anul X, nr.17, 1 septembrie 1928 colecția BCU Cluj, biblioteca digitală transilvanică).
La 29 decembrie 1930, în localitatea Plesca erau 258 de locuitori, care locuiau în 54 de gospodării. Dintre locuitori doar 30,7% erau știutori de carte. Densitatea populației era de 60 locuitori pe km². Activitățile de bază ale locuitorilor au fost agricultura și creșterea animalelor. Pentru anul 1938, o situație statistică consemnează că existau 58 de case de lemn, 2 din zid și una din pereți din pământ. 
Evenimentele care s-au petrecut în anul 1940 aveau să producă modificări substanțiale și în viața locuitorilor din Plesca. Anii de război, schimbările politice care au survenit după aceea, privațiunile la care au fost supuși nu i-au descumpănit pe locuitorii care trăiesc la poalele Măgurii Priei.
La Plesca, școala nouă exista din anul școlar 1956-1957. Până atunci copiii din acest sat frecventau cursurile din Boian, care a dispărut ca sat odată cu reforma administrativă din 1968  Redăm mai jos câteva date referitoare la efectivele de elevi din perioada interbelică  Boian – Plesca. 
| Anul școlar | Înscriși | Promovați |
| 1933-1934   | 69       | 59        |
| 1934-1935   | 58       | 53        |
| 1939-1940   | 61       | 56        |
| 1940-1941   | 66       | 60        |
| 1943-1944   | 78       | 69        |

Când școala din Plesca a fost de sine stătătoare i-a avut ca dascăli pe Florina Sulger, căsătorită ulterior Pintea (azi decedată), pe Ioan Crișan din Plesca, iar din 1968 pe renumitul învățător Ioan Sur.
În prezent în satul Plesca, la fel ca în majoritatea satelor din România se constată un declin demografic din cauza migrației locuitorilor spre zonele urbane care le pot oferi locuri de muncă pe măsura pregătirii profesionale dar și spre alte țări din Europa sau din lume, cei mai mulți fiind plecați în  Italia, Spania și Franța.

## Imagini

Harta satelor de sub Meseş la 1894
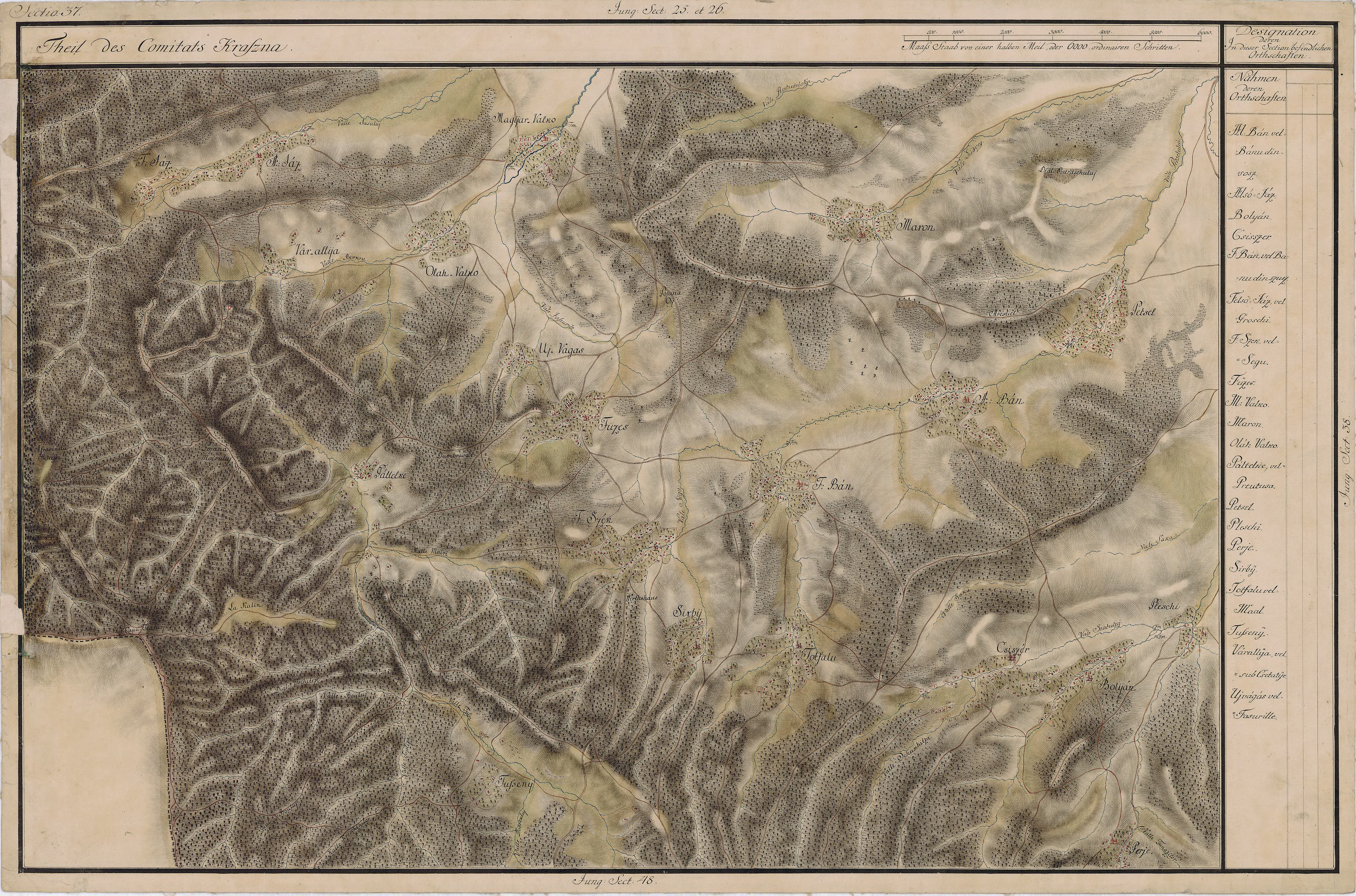
Plesca  în Harta Iosefină a Transilvaniei, 1769-1773